# Straßenverkehrsunfall

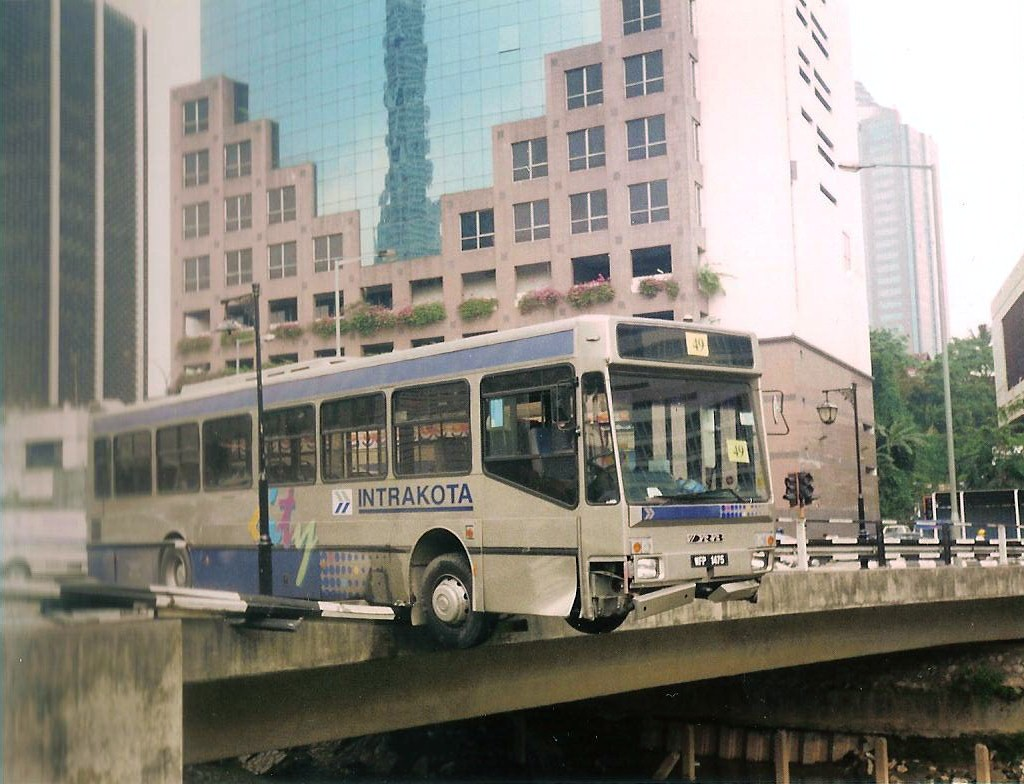
Busunfall in Malaysia (1997)

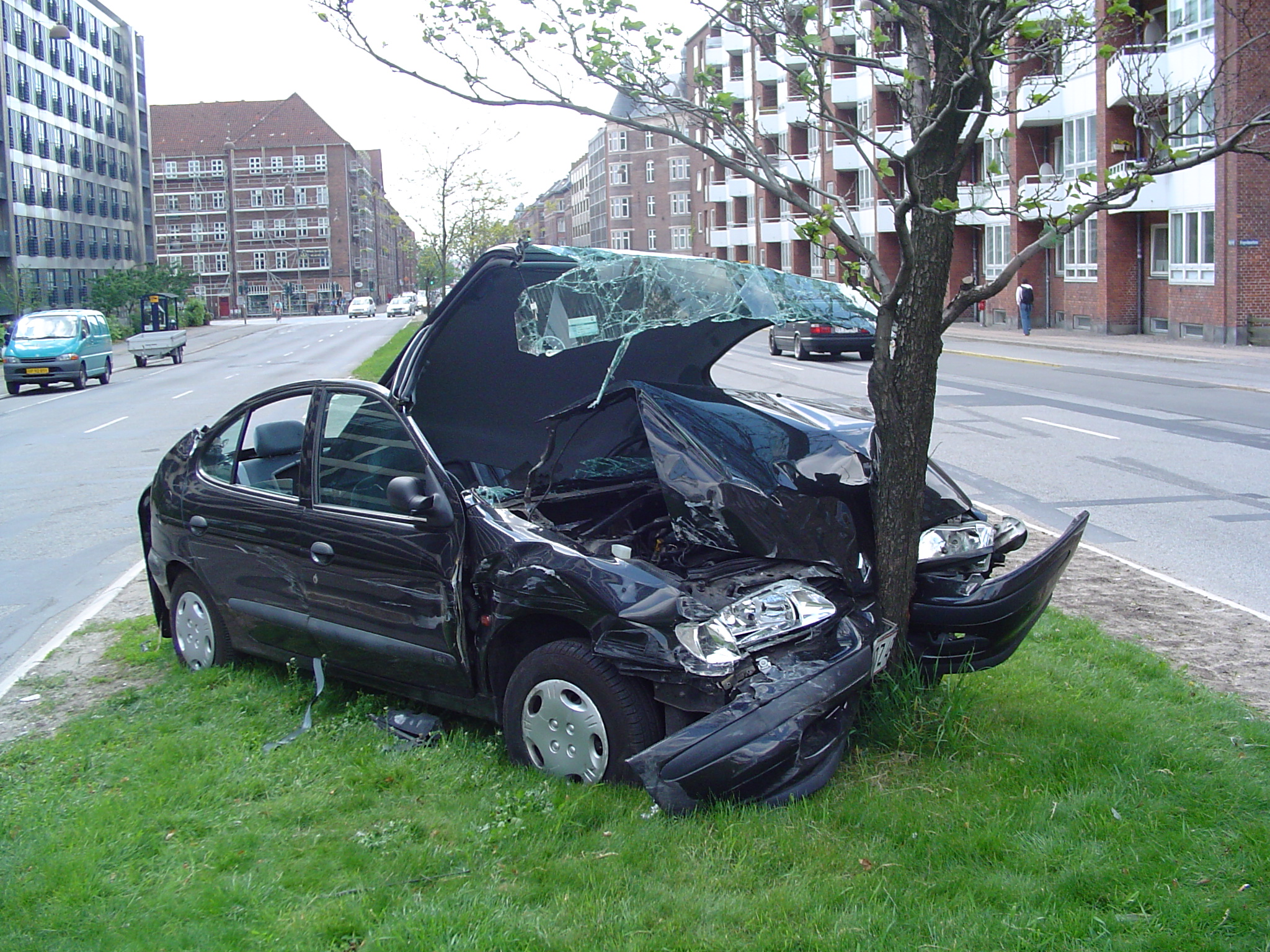
Limousine (Renault Mégane) bei einem Verkehrsunfall (2005)

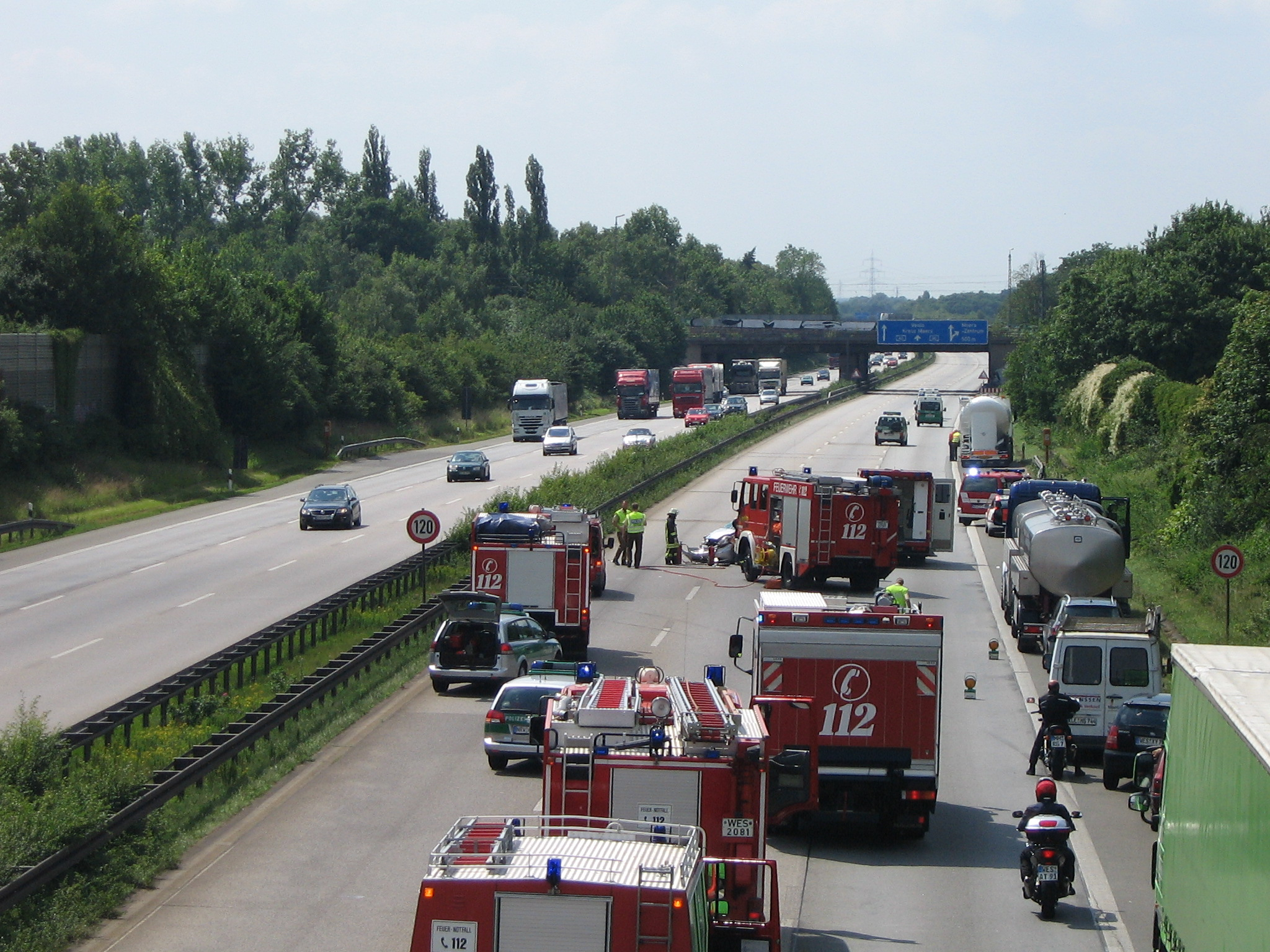
Feuerwehreinsatz nach einem Verkehrsunfall (2009)

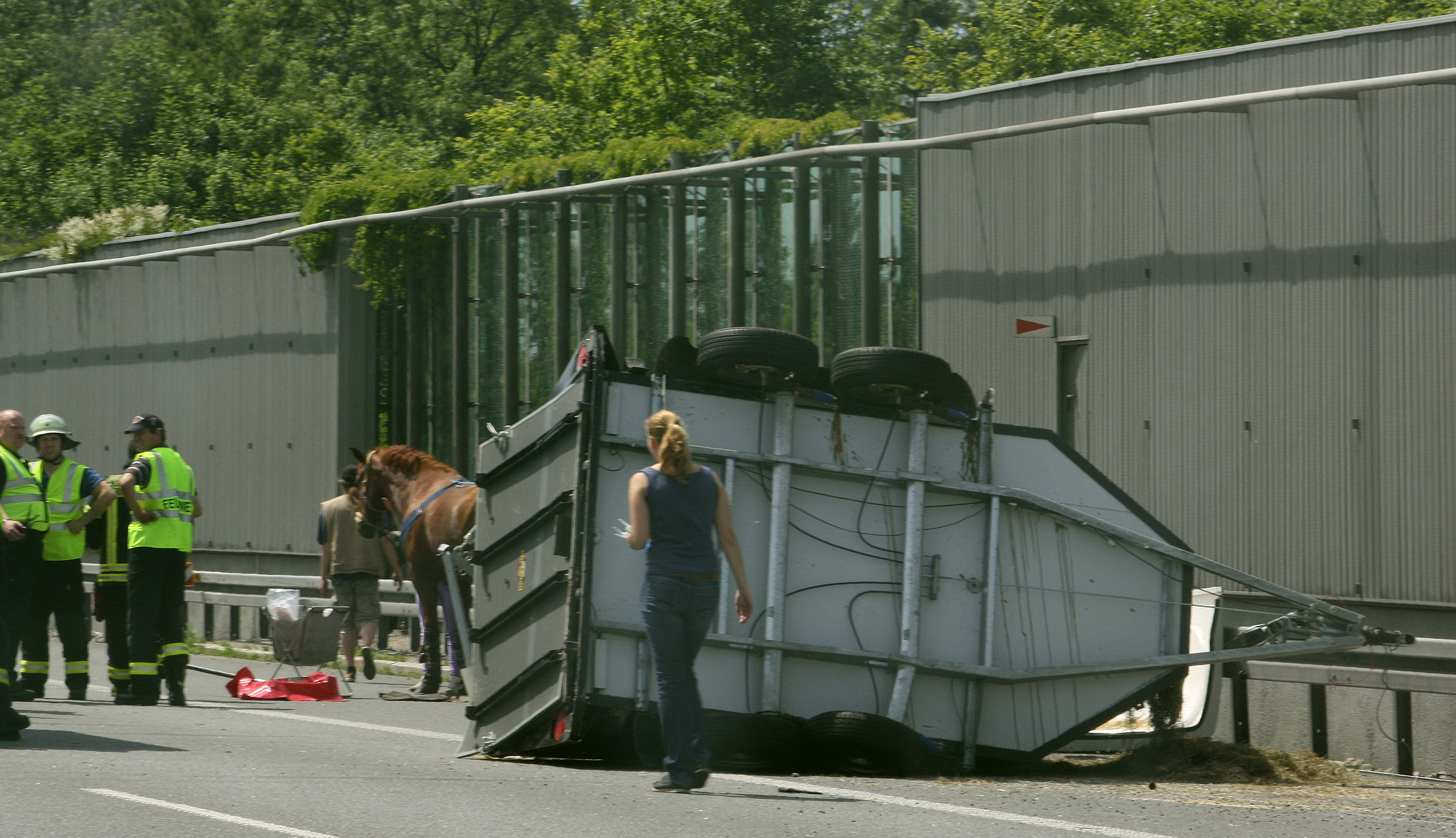
Bei Verkehrsunfall umgestürzter Pferdeanhänger (2011)

Ein Straßenverkehrsunfall (oder kurz Verkehrsunfall) ist ein Schadensereignis mit ursächlicher Beteiligung von Verkehrsteilnehmern im Straßenverkehr. Die meisten Straßenverkehrsunfälle geschehen auf öffentlichen Straßen, Wegen und Plätzen. Die Regulierung ist ein wichtiger Bereich des Verkehrszivilrechts. Bemühungen, die Anzahl an Straßenverkehrsunfällen zu senken, werden unter dem Begriff Straßenverkehrssicherheit zusammengefasst. Etwas ungenau, aber oft, wird auch der Begriff Autounfall verwendet.

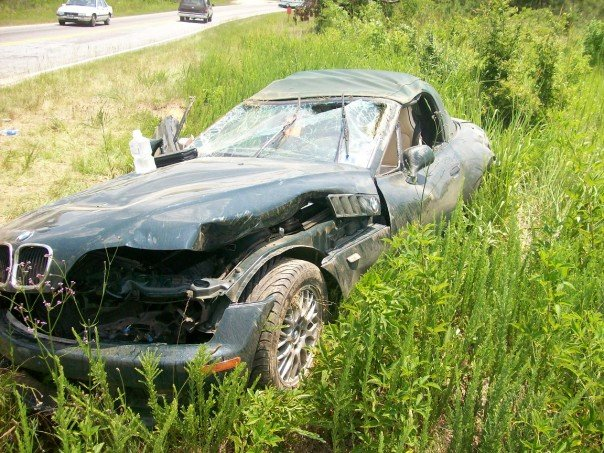
Roadster (BMW Z3) nach einem Überschlag

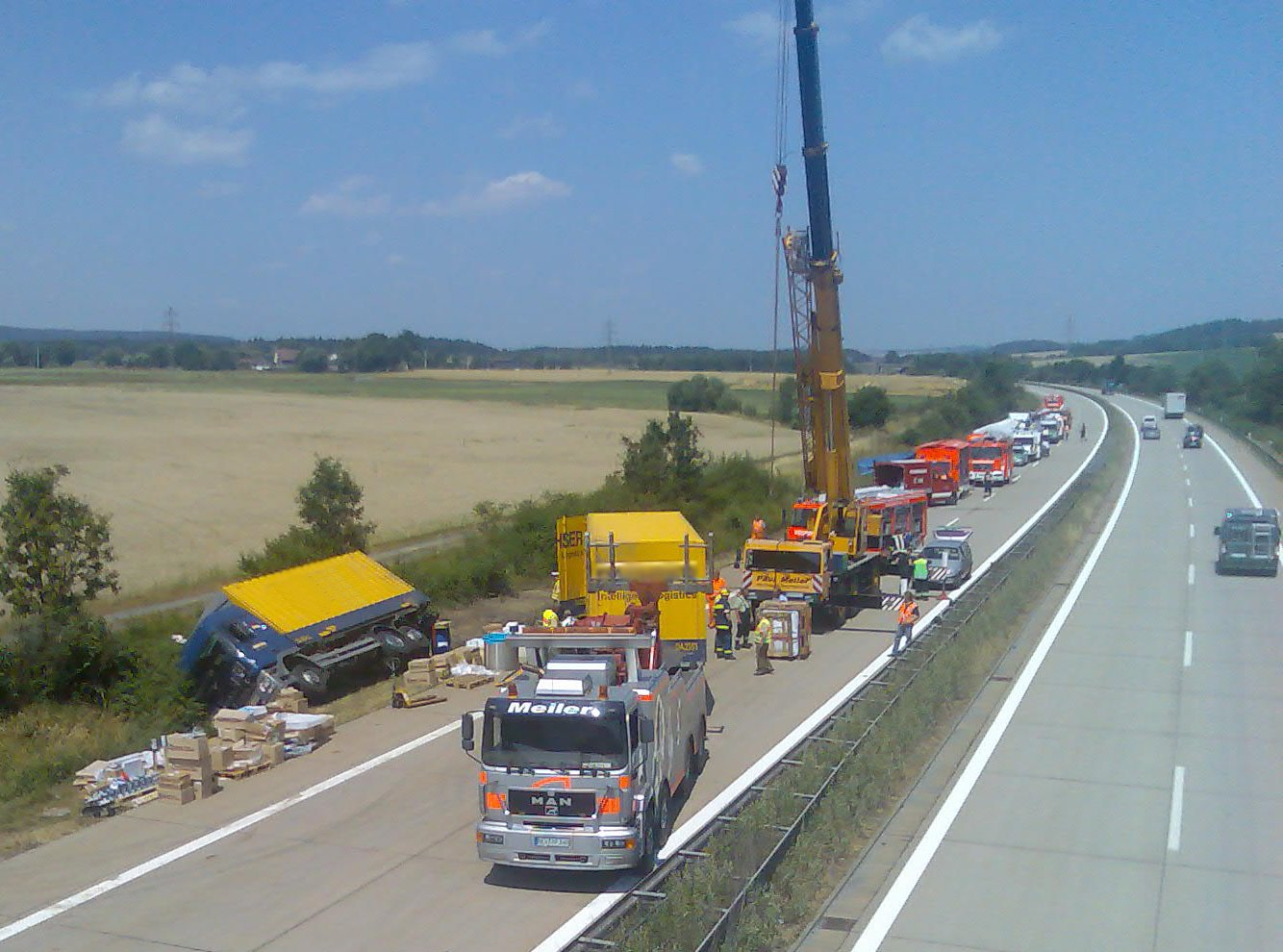
Aufräumarbeiten nach einem Lkw-Unfall mit Gefahrgut auf der Autobahn

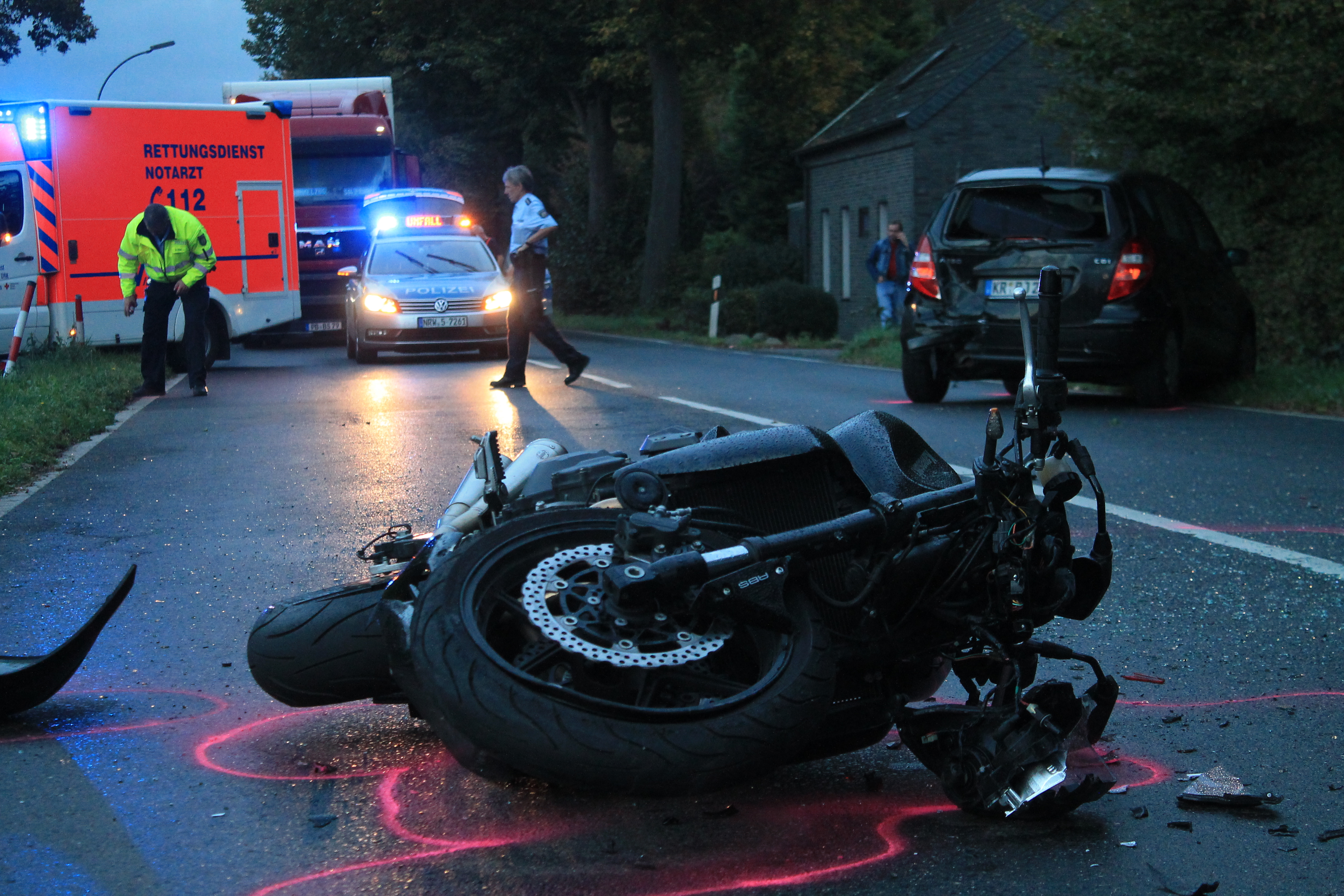
Verkehrsunfall zwischen Pkw und Motorrad (2014)

## Deutschland
Die Rechtsprechung definiert den Verkehrsunfall als mit dem Straßenverkehr und seinen Gefahren ursächlich zusammenhängendes plötzliches Ereignis, durch das ein Personenschaden oder ein nicht ganz belangloser Sachschaden verursacht wird. Ein Verkehrsunfall setzt nicht notwendigerweise die Beteiligung eines Kraftfahrzeuges voraus. Auch Unfälle unter Fußgängern, unter Beteiligung von Inlineskatern oder gar Pferden fallen unter diesen Begriff. Zusammenstöße sind nicht erforderlich, es reicht die Kausalität im Handeln eines Verkehrsteilnehmers bei dem Verkehrsunfall. Die Bagatellgrenze für Sachschäden liegt nach aktueller Rechtsprechung bei ca. 20 bis 150 Euro.
Die Bearbeitung von Straßenverkehrsunfällen durch die Polizei unterliegt den Bestimmungen der entsprechenden Erlasse der Länder, die die polizeilichen Aufgaben und Bedingungen bei der Aufnahme von Verkehrsunfällen festlegen. In einigen Bundesländern ist es beispielsweise geregelt, dass das Erreichen einer Bagatellgrenze für die polizeiliche Unfallaufnahme keine Relevanz hat. Hingegen werden in anderen Ländern Schadensereignisse im Straßenverkehr, die unterhalb der Bagatellgrenze liegen, nicht als Verkehrsunfall eingestuft und unterliegen somit nicht der Aufnahmepflicht. Eine polizeiliche Unfallaufnahme und statistische Erfassung erfolgt nie, wenn der Verkehrsunfall im nicht öffentlichen Verkehrsraum geschehen ist.
Je nach beteiligten Verkehrsteilnehmern wird sprachlich unter anderem zwischen Autounfall, Motorradunfall, Lkw-Unfall, Fahrradunfall und Fußgängerunfall unterschieden.

## Unfallarten und Unfalltypen
Im Sinne der polizeilichen Verkehrsunfallstatistik bzw. Unfallforschung wird zwischen „Unfallart“ und „Unfalltyp“ unterschieden.
Die Unfallart beschreibt die Bewegungsrichtung der Fahrzeuge beim ersten Zusammenstoß oder, wenn es nicht zum Zusammenstoß gekommen ist, die erste Einwirkung auf einen Verkehrsteilnehmenden. Unterschieden wird zwischen zehn Unfallarten:
1. Zusammenstoß mit anderem Fahrzeug, das anfährt, anhält oder im ruhenden Verkehr steht
2. Zusammenstoß mit anderem Fahrzeug, das vorausfährt oder wartet (Unfälle durch Auffahren auf ein Fahrzeug, das selbst noch fuhr oder verkehrsbedingt hielt)
3. Zusammenstoß mit anderem Fahrzeug, das seitlich in gleicher Richtung fährt (Unfälle beim Nebeneinanderfahren oder beim Fahrstreifenwechsel)
4. Zusammenstoß mit anderem Fahrzeug, das entgegenkommt (Zusammenstöße im Begegnungsverkehr, ohne dass ein Kollisionspartner die Absicht hatte, über die Gegenspur abzubiegen)
5. Zusammenstoß mit anderem Fahrzeug, das einbiegt oder kreuzt (Zusammenstöße mit dem Querverkehr und Kollisionen mit Fahrzeugen die aus anderen Straßen, Wegen oder Grundstücken einbiegen oder dorthin abbiegen wollen)
6. Zusammenstoß zwischen Fahrzeug und Fußgänger
7. Aufprall auf ein Hindernis auf der Fahrbahn (beispielsweise Wildunfall oder verlorene Fracht)
8. Abkommen von der Fahrbahn nach rechts
9. Abkommen von der Fahrbahn nach links
10. Unfall anderer Art (alle Unfälle, die sich nicht einer der Unfallarten von 1 bis 9 zuordnen lassen)

Der Unfalltyp beschreibt die Konfliktsituation, die zum Verkehrsunfall geführt hat, also die Phase während eines Verkehrsgeschehens, in der ein Fehlverhalten oder eine sonstige Ursache den weiteren Ablauf nicht mehr kontrollierbar machte. Unterschieden werden folgende sieben Unfalltypen:
1. Fahrunfall – Der Unfall wurde ausgelöst durch den Verlust der Kontrolle über das Fahrzeug (wegen nicht angepasster Geschwindigkeit oder falscher Einschätzung des Straßenverlaufs, des Straßenzustandes o. Ä.), ohne dass andere Verkehrsteilnehmer dazu beigetragen haben.
2. Abbiege-Unfall – Der Unfall wurde ausgelöst durch einen Konflikt zwischen einem Abbieger und einem aus gleicher oder entgegengesetzter Richtung kommenden Verkehrsteilnehmer (auch Fußgänger) an Kreuzungen, Einmündungen, Grundstücks- oder Parkplatzzufahrten.
3. Einbiegen/Kreuzen-Unfall – Der Unfall wurde ausgelöst durch einen Konflikt zwischen einem einbiegenden oder kreuzenden Wartepflichtigen und einem vorfahrtberechtigten Fahrzeug an Kreuzungen, Einmündungen oder Ausfahrten von Grundstücken und Parkplätzen.
4. Überschreiten-Unfall – Der Unfall wurde ausgelöst durch einen Konflikt zwischen einem Fahrzeug und einem Fußgänger auf der Fahrbahn, sofern dieser nicht in Längsrichtung ging und sofern das Fahrzeug nicht abgebogen ist.
5. Unfall durch ruhenden Verkehr – Der Unfall wurde ausgelöst durch einen Konflikt zwischen einem Fahrzeug des fließenden Verkehrs und einem Fahrzeug, das parkt/hält bzw. Fahrmanöver im Zusammenhang mit dem Parken/Halten durchführte.
6. Unfall im Längsverkehr – Der Unfall wurde ausgelöst durch einen Konflikt zwischen Verkehrsteilnehmern, die sich in gleicher oder entgegengesetzter Richtung bewegten, sofern dieser Konflikt nicht einem anderen Unfalltyp entspricht.
7. Sonstiger Unfall – Beispielsweise beim Wenden, Rückwärtsfahren, Parker untereinander, Hindernis oder Tier auf der Fahrbahn, plötzlicher Fahrzeugschaden (Bremsversagen, Reifenschäden o. Ä.).

## Unfallursachen

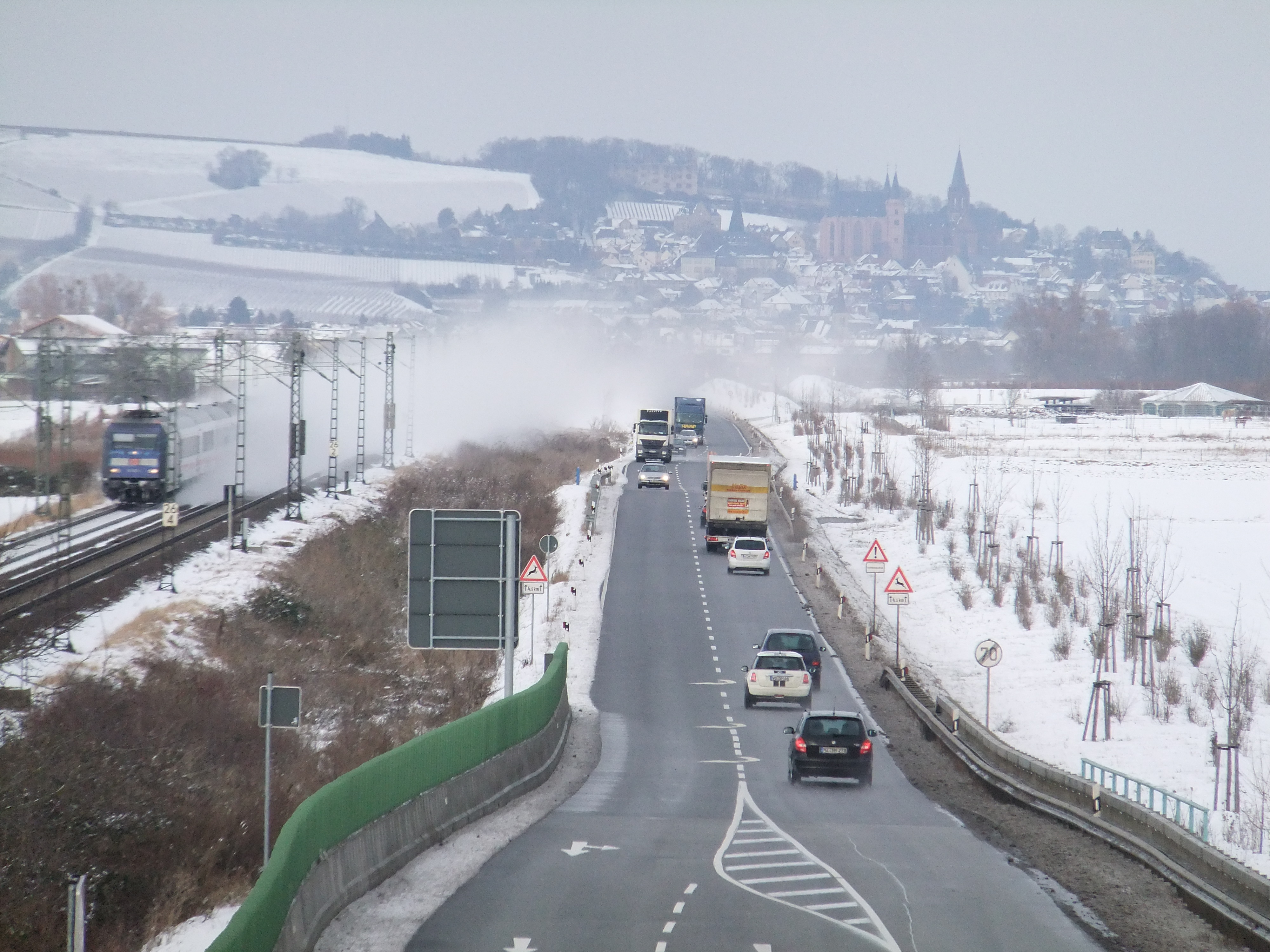
Unfallgefährdung durch Schneegestöber, verursacht durch einen Intercity (2010)

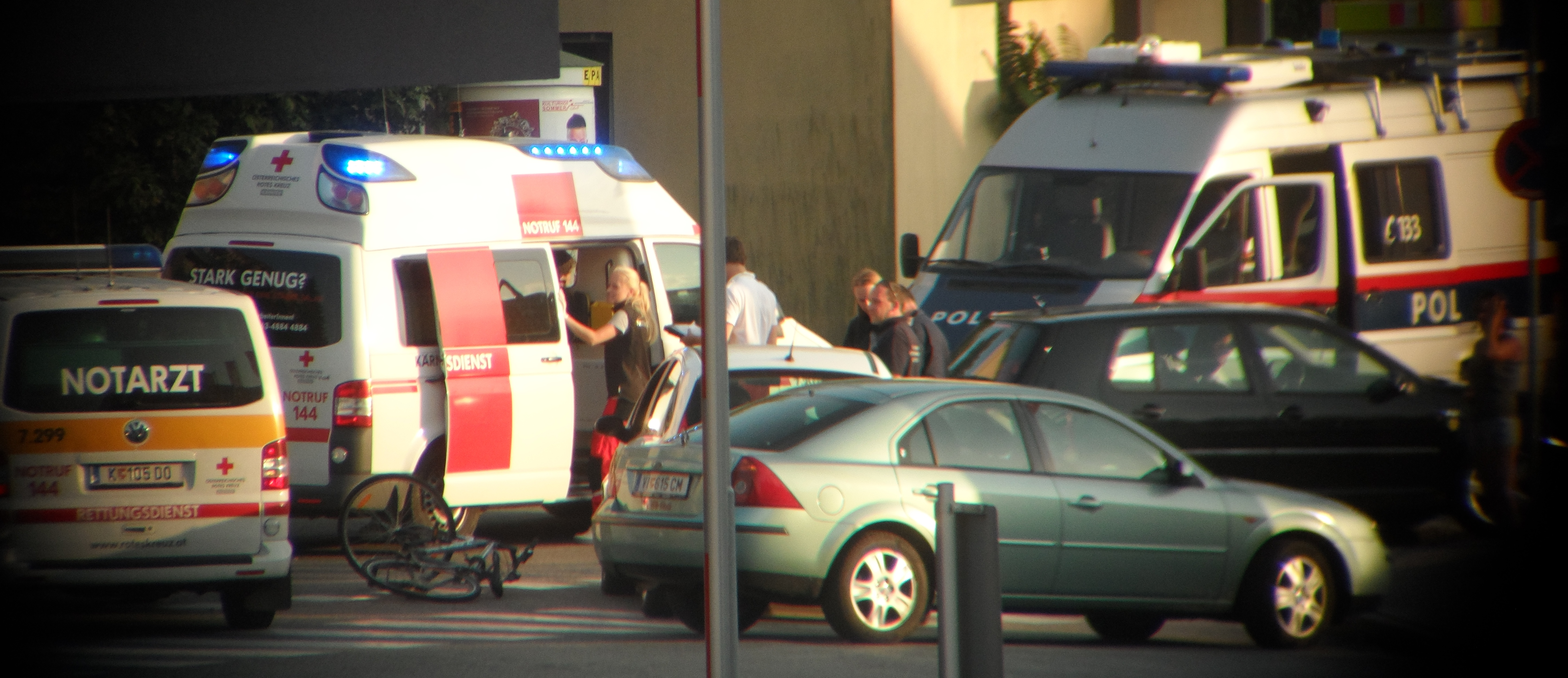
Unfallversorgung durch Notarzt, Rettungsdienst und Polizei (2013)

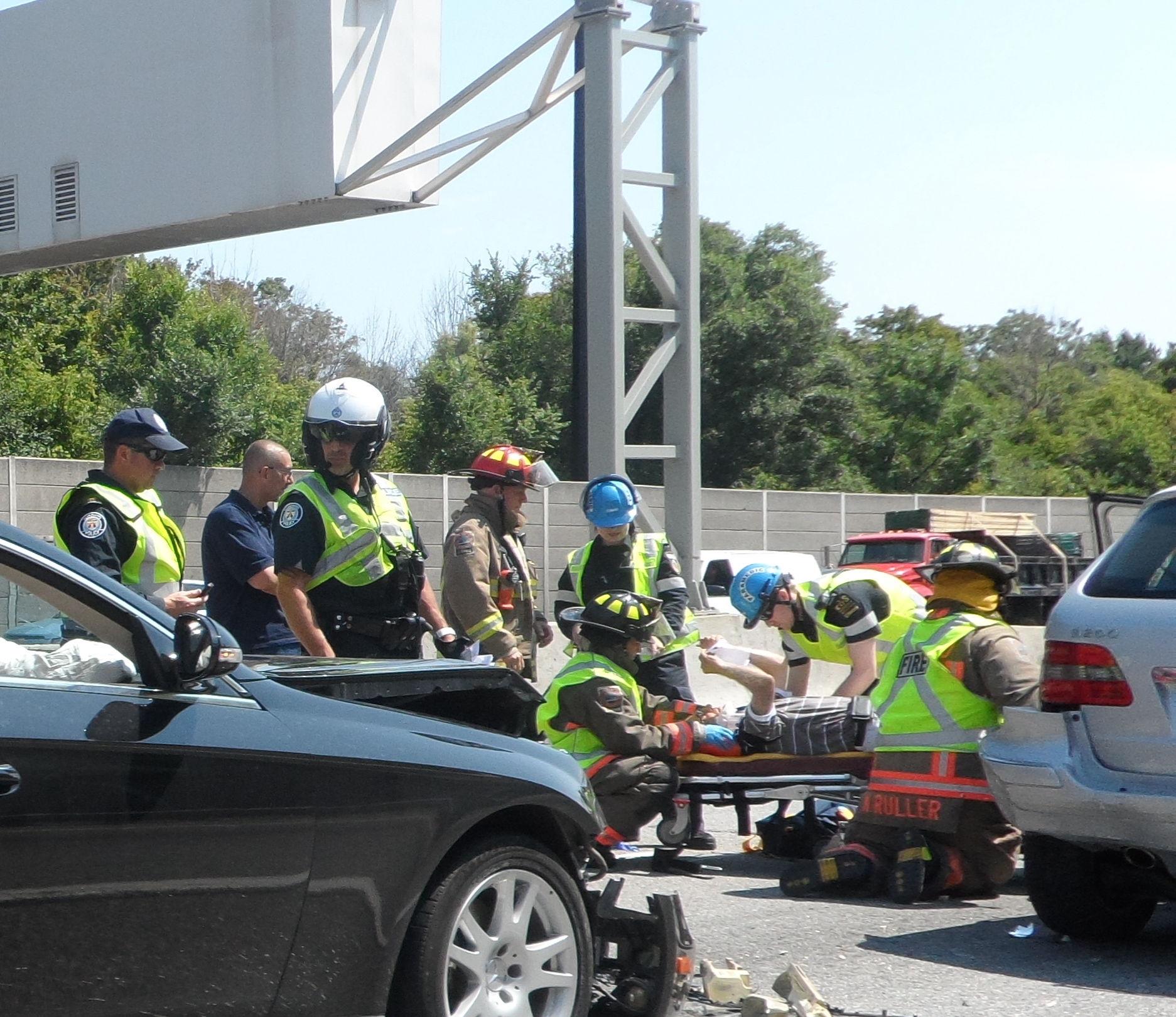
Verkehrsunfall mit Personenschaden (2015)

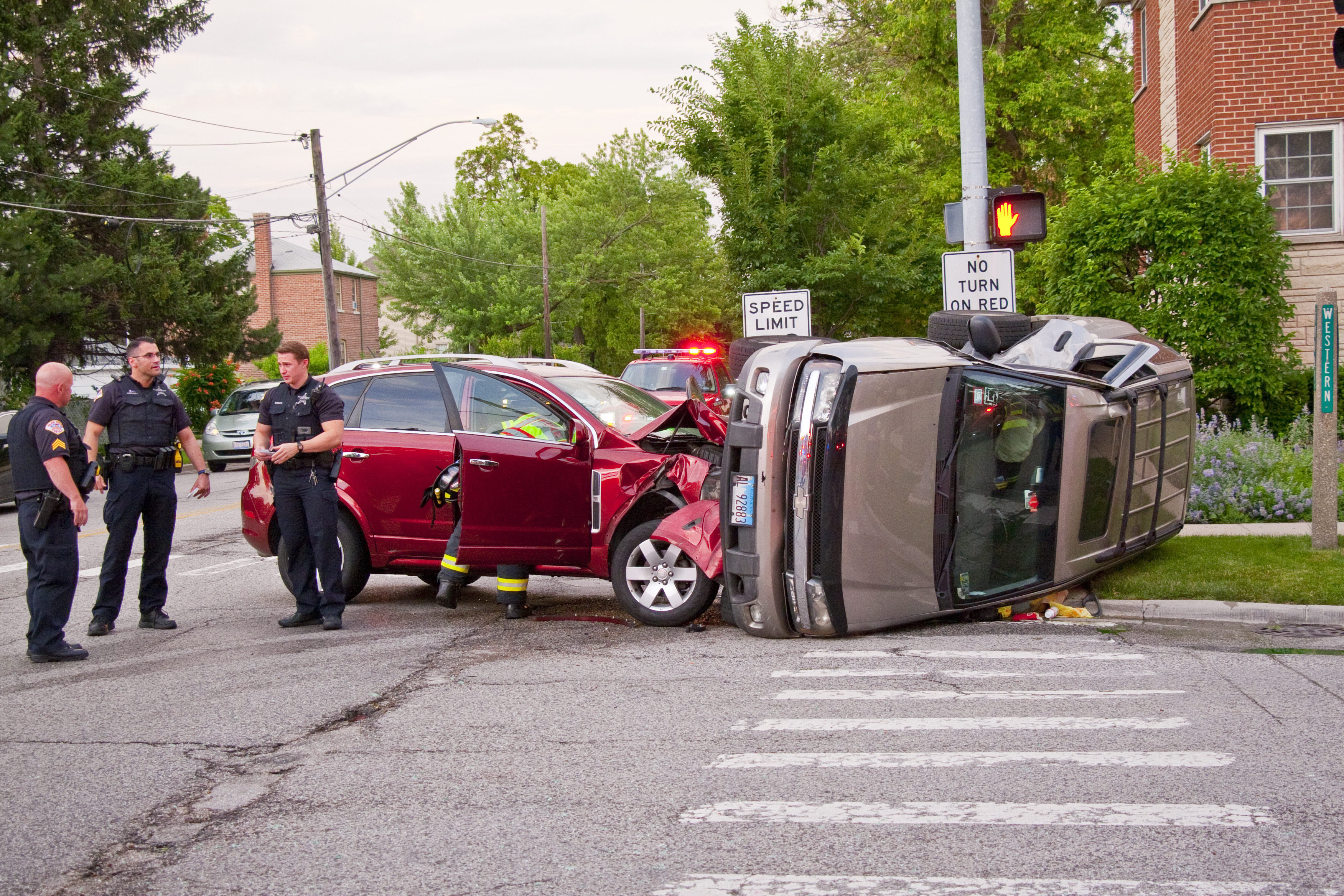
Unfall, bei dem ein Auto seitlich mit einem anderen kollidiert ist

Verkehrsunfälle entstehen nach Warwitz meist im Zusammentreffen mehrerer Kausallinien, im Schnittpunkt einer Reihe ungünstiger Umstände und Fehlverhaltensweisen, wobei die Ursachen in der Regel in einem gegenseitigen Bedingungsgefüge stehen, welche die Gefahrensituation zuspitzen und schließlich unbeherrschbar machen. Der Mensch ist das entscheidende Glied in der Verhängniskette, in die er durch Einbauen entsprechender Sicherheitsspielräume unfallverhindernd oder zumindest schadenmindernd eingreifen könnte.
Verkehrsunfälle können unterschiedliche Ursachen haben. Zur Ermittlung der Ursachen können bei schwerwiegenden Unfallfolgen Unfallrekonstruktionsgutachten erstellt werden, die von den Gerichten angefordert werden.
Verkehrsanalytische Gutachten (Unfallrekonstruktionsgutachten) werden nach einem detaillierten Auftrag erstellt. Dies kommt bei schwerwiegenden Unfällen infrage. Kostenträger ist der Hauptschuldige oder die beauftragende Strafverfolgungsbehörde. Die Polizei in Deutschland bedient sich nur des Amtssachverständigen oder des Havariekommissars.

### Allgemeine Ursachen
Das Zustandekommen eines Unfalls beruht in den meisten Fällen auf Verstößen gegen Verkehrsregeln, auf einer Fehleinschätzung der Verkehrssituation bei mindestens einem der Beteiligten oder auf technischem Versagen. Gründe für das menschliche Versagen sind mangelnde Bereitschaft zur Einhaltung der Rechtsordnung, Verkennen von Gefahrensituationen und allgemeine Charakterschwäche.
Unfälle und Unfallfolgen können insbesondere durch eine frühzeitige Verkehrserziehung, durch die Verbesserung der Ausbildung der Kraftfahrer, durch Gefahrentraining, durch Verkehrsverlagerung, durch Verkehrsvermeidung, durch Verbesserungen der Fahrzeugtechnik, der Straßenplanung, der Überprüfung sowie Instandhaltung eines guten Straßenzustands einschließlich der Entschärfung von Fahrbahnrändern und der Überwachung vermieden oder verringert werden. Die Begrenzung und Reduzierung der zulässigen Geschwindigkeiten kann ebenfalls zur Vermeidung von Unfällen und zur Verringerung von Unfallfolgen beitragen.
Mit dem Fall der Berliner Mauer und der Öffnung vieler Grenzen in Europa änderten sich vor allem für Deutschland und andere Länder am ehemaligen Eisernen Vorhang die Richtungen der Hauptverkehrsströme und die Bedeutung der Verkehrsachsen. Die veränderten Fahrstrecken auf Autobahnen und Bundesstraßen mit West-Ost-Verlauf wirkten sich dramatisch aus, sodass bisher relativ gering frequentierte Straßen durch eine Erhöhung der Verkehrsdichte zu unfallträchtigen Strecken wurden.

### Hauptunfallursachen
Die Hauptunfallursachen ergeben sich aus der Häufigkeit der Unfälle nach der Verkehrsunfallstatistik des Bundes und der Länder. An ihnen orientieren sich die Maßnahmen der Verkehrsüberwachung.
Hauptunfallursachen nach der vorgenannten Verkehrsunfallstatistik sind:
- Unachtsamkeit/ Ablenkung
- Nicht angepasste Geschwindigkeit
- Missachtung der Vorfahrt/ des Vorranges
- Fehlverhalten von Fußgängern
- Riskantes Überholen
- Übermüdung
- Alkoholeinfluss
- Missachtung von Geboten/Verboten
- Herz-/Kreislaufversagen/akute Erkrankungen am Steuer
- Technischer Defekt
- Falsche Straßenbenutzung (bspw. Falschfahrer oder Missachtung des Rechtsfahrgebotes)
- Hindernisse auf der Fahrbahn (bspw. Wildunfall)[14]
- Zu geringer Sicherheitsabstand nach vorne
- Unachtsamkeit beim Abbiegen/Wenden/Rückwärtsfahren
- Fehlverhalten gegenüber Fußgängern

Es wird allgemein bemängelt, dass die Hauptunfallursachen lediglich anhand der Verkehrsunfallstatistik ermittelt und nur für Unfälle mit Personenschaden im Internet veröffentlicht werden. In die Statistik fließen nur die der Polizei gemeldeten Verkehrsunfälle ein. Die lediglich mit Regulierung von Sachschäden erfassten Unfälle bleiben unberücksichtigt, wie auch zahlreiche Unfälle mit Fußgängern oder Radfahrern. Die Zahl der tatsächlichen Unfälle ist also deutlich höher, da viele Unfälle, mit Fußgängern oder Radfahrern oft trotz Personenschadens, nicht gemeldet werden (Dunkelziffer).
Weiter hängt die genaue Ermittlung der Unfallursachen von der Qualität der Verkehrsunfallaufnahme ab. Vielfach werden Unfallursachen nicht oder falsch erkannt, insbesondere setzt das Erkennen von technischen Mängeln als Unfallursache Fachwissen voraus. Exakte Zahlen über die Unfallursache „technische Mängel“ liegen nicht vor. Das Statistische Bundesamt weist diese Unfallursache lediglich bei Unfällen mit Personenschaden aus.

## Verkehrsunfallaufnahme
Die Unfallaufnahme erfolgt durch die zuständige Polizeidienststelle. Oft wird die Feuerwehr mit dem Auftrag der Technischen Hilfeleistung hinzugezogen, insbesondere zum Abklemmen von Fahrzeugbatterien, binden von Betriebsstoffen oder zur Befreiung von eingeklemmten Personen. Gelegentlich sind auch weitere Rettungskräfte zur medizinischen Versorgung verletzter Personen im Einsatz. Gesichert wird die Aufnahme durch Verkehrssicherungsposten und/oder technische Hilfsmittel wie Kennleuchten an Einsatzfahrzeugen.
Bei schweren Unfällen unklarer Rechtslage erfolgt die Aufnahme in der Regel durch den Verkehrsunfalldienst. Für die Sachverhaltsaufklärung werden meist schon an Ort und Stelle Zeugenaussagen durch Polizeibeamte aufgenommen.

## Ahndung
Der Unfallverursacher kann mit einem Verwarnungsgeld oder einem Bußgeld (in der Regel bei Hauptunfallursachen) belegt werden. Die Höhe richtet sich nach dem Bundeseinheitlichen Tatbestandskatalog.
Beim Vorliegen einer Verkehrsstraftat kommt auch eine Geldstrafe oder Freiheitsstrafe in Betracht. Fahrlässige Körperverletzung beim Verkehrsunfall, das absichtliche Herbeiführen eines Verkehrsunfalls oder die Verabredung zu einem Verkehrsunfall (manipulierter Verkehrsunfall) stellen in Deutschland eine Straftat (§ 229 StGB, § 315 Abs. 3 StGB, § 315b Abs. 3 StGB) dar. Ebenso ist das unerlaubte Entfernen vom Unfallort § 142 StGB (in Österreich: Fahrerflucht, in der Schweiz: Pflichtwidriges Verhalten) strafbar. Durch diplomatische Immunität sind Diplomaten vor strafrechtlicher, zivilrechtlicher oder administrativer Verfolgung in einem fremden Staat geschützt. Auch mitreisenden Familienangehörigen von Diplomaten wird vom Empfangsstaat Immunität gewährt.

## Meldepflicht nach BOKraft
Verkehrsunfälle mit Todesfolge oder schweren Verletzungen müssen der Verkehrsbehörde nach § 6 Nr. 2 der Verordnung über den Betrieb von Kraftfahrunternehmen im Personenverkehr (BOKraft) gemeldet werden, wenn das Unternehmen dem Personenbeförderungsgesetz (PBefG) unterliegt.

## Auswertung

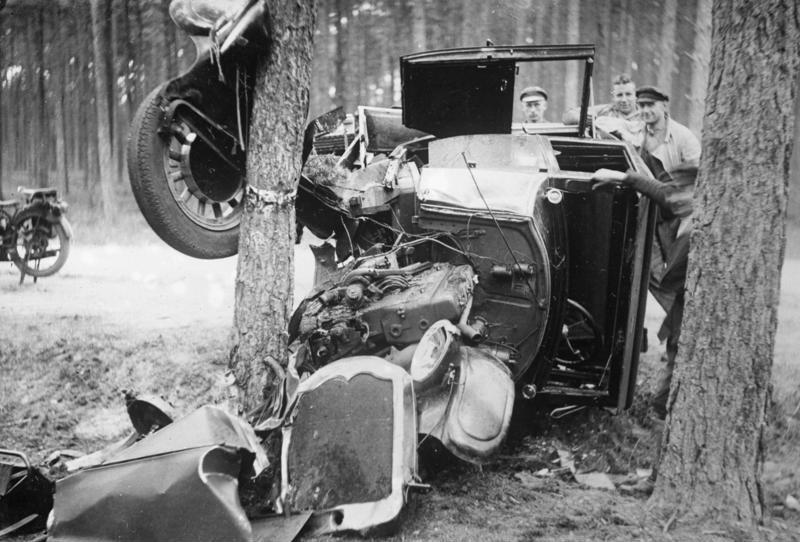
Alleinunfall nach einem Reifenplatzer durch Kollision mit einem Hindernis neben der Fahrbahn (1930)

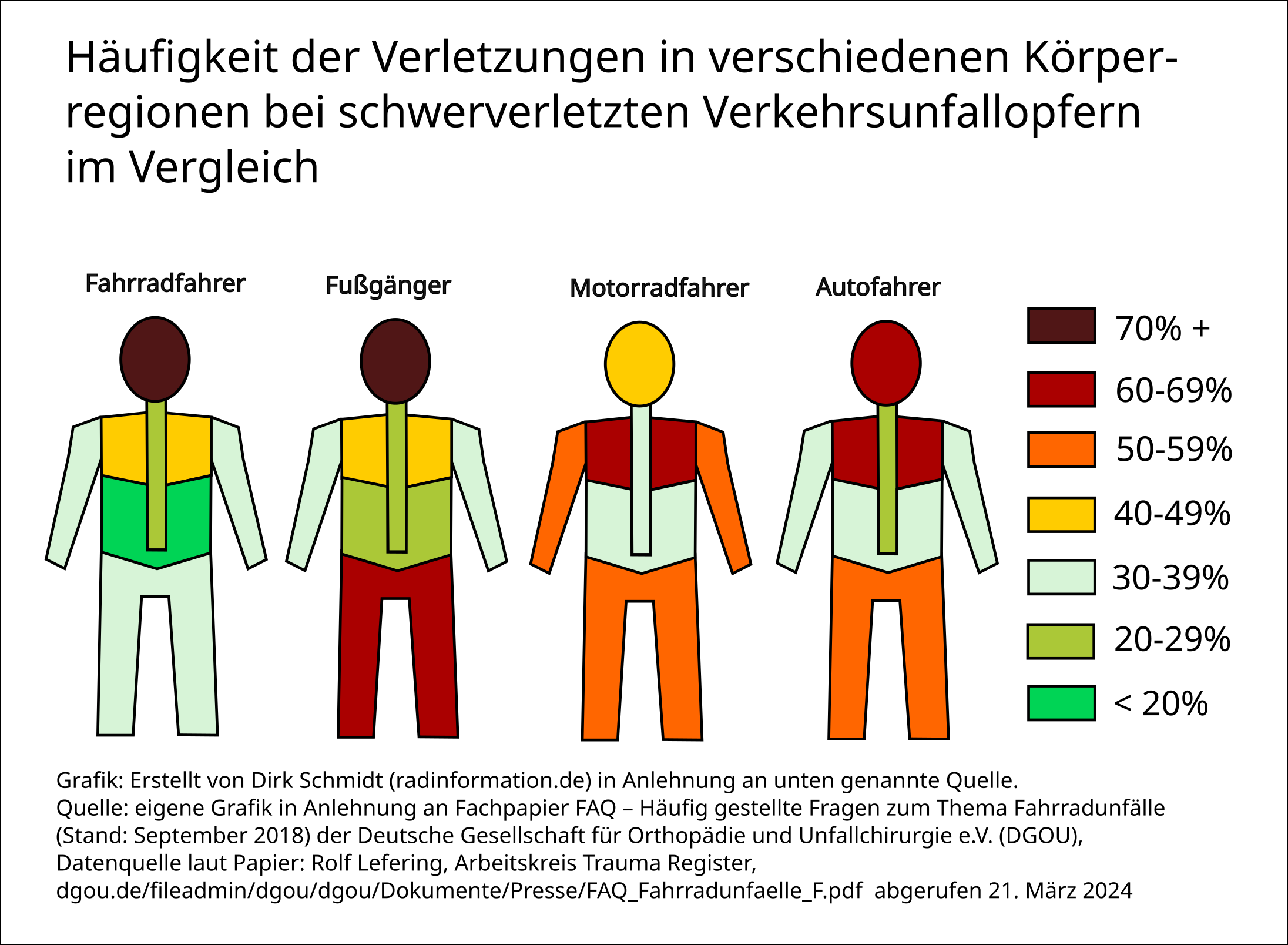
Häufigkeit der Verletzungen in verschiedenen Körperregionen bei schwerverletzten Verkehrsunfallopfern im Vergleich

Die polizeilich erfassten Unfälle werden hinsichtlich Unfalltyp und Unfallfolgen statistisch ausgewertet.
Allgemein unterscheidet man – in Österreich – folgende Unfalltypen:
- Alleinunfall (Fahrunfall) (Unfälle mit nur einem Teilnehmer, wie durch Fahrfehler, technische Mängel usw.)
- Unfall im Richtungsverkehr (zwischen zwei Teilnehmern in derselben Fahrrichtung ohne Abbiegeverkehr)
- Unfall im Begegnungsverkehr (wie Abbiege-, Einbiege-, Kreuzen-, Überschreiten-Unfall und Unfall im Längsverkehr mit entgegenkommenden Verkehrsteilnehmern und ähnliche Konflikte)
- sonstige Unfälle (mit Fußgängern, ruhendem Verkehr, Verkehrshindernissen)

wobei die ersten drei etwa 2/3 aller Verkehrsunfälle ausmachen.
Typische versicherungstechnische Einteilung nach den Beteiligten:
- Kollision eines Fahrzeuges mit einem anderen Fahrzeug oder anderen Verkehrsteilnehmern
- Kollision eines Fahrzeuges mit Hindernissen auf der Fahrbahn (Unfall durch ruhenden Verkehr)
- Abkommen von der Fahrbahn (Abkommenunfall, englisch run off road) ohne Kollision mit anderen Verkehrsteilnehmern, einschließlich Kollisionen mit Hindernissen neben der Fahrbahn und Absturz von Brücken und Böschungen[23]

Weitere Einteilungen erfolgen etwa nach Unfallort (Ortsgebiet, Freiland, Straßenart), Zeitpunkt (Wochenende, nächtliche Unfälle), Straßenzustand, Art der Verunglückten/Geschädigten und ähnlichen statistischen Daten oder nach den Straßenverkehrsordnungs-Vorschriften, gegen die verstoßen wurde.
Die deutsche örtliche Unfalluntersuchung verwendet ein spezielles Schema zur Aufnahme von Unfallursache, Unfalltyp, Unfallart und Unfallfolgen.

## Unfälle infolge nächtlicher Ampelabschaltung
Kreuzungen, die nachts nicht sehr stark frequentiert sind, werden oft ab einer bestimmten Uhrzeit nur noch mit gelbem Blinklicht geregelt (umgangssprachlich „die Ampel ist ausgeschaltet“). Auf der vorfahrtberechtigten Straße sind alle Signalgeber ausgeschaltet; in der Nebenrichtung (kenntlich an den Schildern „Vorfahrt gewähren“ oder „Stop“) blinkt das gelbe Licht der Ampel. Das Risiko für schwere Unfälle steigt dann um etwa 25 %; der volkswirtschaftliche Schaden ist deutlich höher als die eingesparten Stromkosten. Unter anderem die Unfallforschung der Versicherer (UDV) hält deshalb das Ampel-Abschalten aus Gründen der Straßenverkehrssicherheit für unvertretbar. Der Landesbetrieb Straßen.NRW hat 2011 errechnet, dass das Abschalten einer Kreuzungsanlage etwa 330 Euro pro Jahr spart und das Abschalten der Fußgängerampeln etwa 155 Euro. 
Wenn Ampeln auf LED-Leuchten umgestellt sind, verliert der Stromspareffekt stark an Bedeutung.

## Unfallstatistik

### Unfallstatistik Deutschland

Offizielle Zeichenkombination der deutschen StVO vor Verkehrs-Unfallstellen

Die Zahl der polizeilich erfassten Straßenverkehrsunfälle in Deutschland nahm in den Jahren 2008 bis 2019 fast jährlich zu.
Im Jahr 2020 gab es 2.245.078 solcher Unfälle, 16,4 % weniger als 2019 (2.685.661 Unfälle), was auch an der fast 11 % geringeren Fahrleistung wegen der Corona-Pandemie lag.
Die Zahl der getöteten Personen ist seit 30 Jahren stark rückläufig. Im Jahr 1991 (damals enthielt die Statistik erstmals auch die Straßenverkehrsunfälle in den neuen Ländern) starben 11.300 Menschen bei Verkehrsunfällen in Deutschland. 2020 starben dabei nur 2.719 Menschen; 10,7 % weniger als 2019 (3.046 Menschen). Der stärkste Rückgang zeigte sich bei der Gruppe der Pkw-Insassen (Rückgang um 14,2 % auf 1.170 Personen). Die Zahl der getöteten Fußgänger nahm um 9,8 % auf 376 Personen ab, die Zahl der getöteten Fahrradfahrer um 4,3 % auf 426 Personen.
Die Zahl der Schwerverletzten ging von 1991 (131.093 Personen) bis 2009 (68.567 Personen) stark zurück; in den 2010er-Jahren sank sie nur noch wenig. Im Jahr 2020 sank die Zahl auf 57.983 Personen, 11,1 % weniger als 2019 (65.244).

Die Zahl der Leichtverletzten stieg in Deutschland nach dem Jahr 1991 zunächst auf einen Höchstwert von 411.577 Personen im Jahr 1999 an, sank dann fast jährlich bis zu einem bisherigen Tiefstwert von 308.550 Personen im Jahr 2010 und stieg in den Folgejahren meist leicht. 2020 wurden 269.470 Leichtverletzte registriert, 15,5 % weniger als 2019.

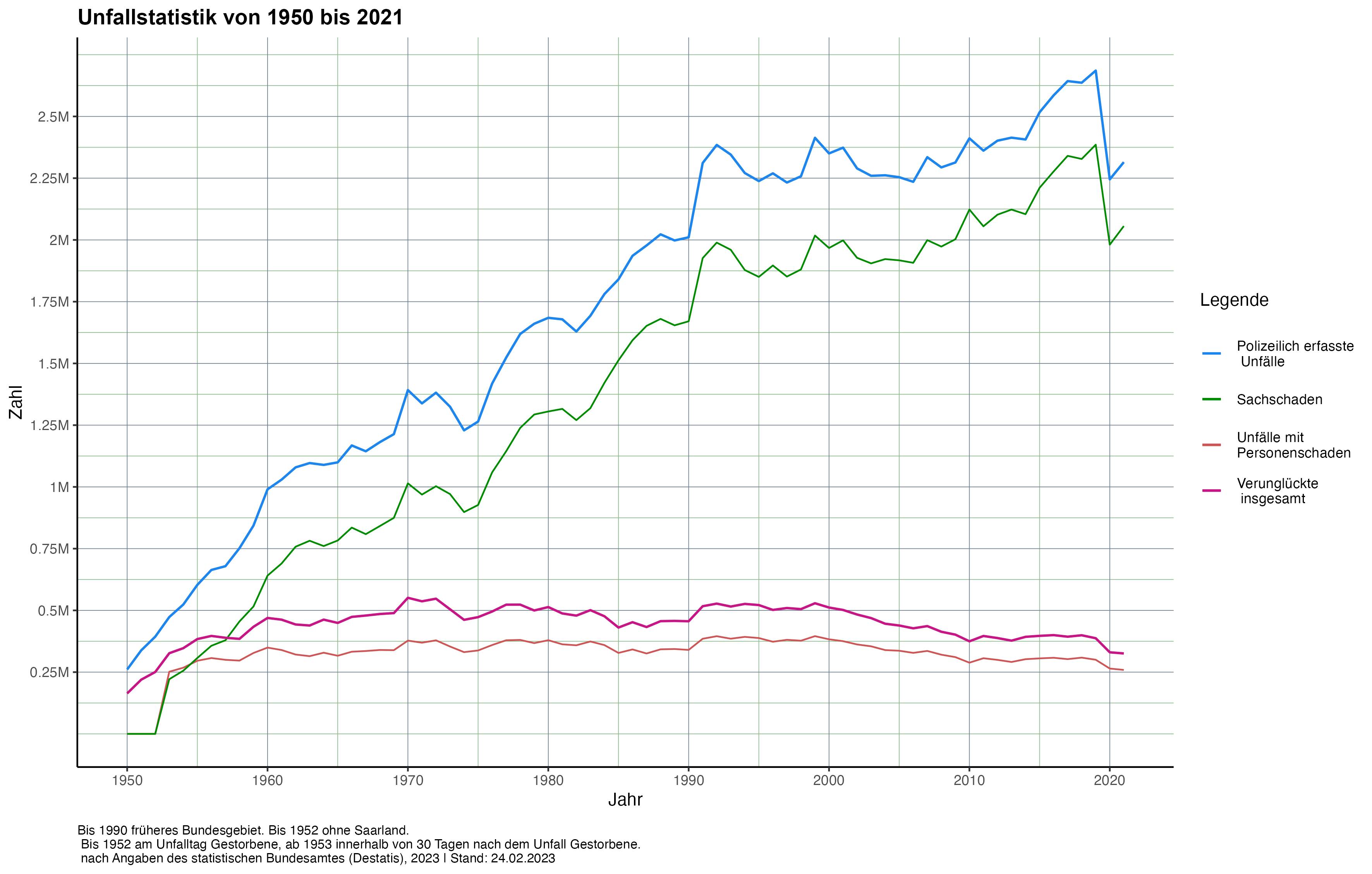
Statistik der Verkehrsunfälle in Deutschland von 1950 bis 2021

Das Verhältnis von im Straßenverkehr Getöteten zur Zahl der Kraftfahrzeuge ist in Deutschland seit 1970 stark gesunken. Während damals noch 102,5 Personen pro 100.000 Kraftfahrzeuge getötet wurden, waren es im Jahr 2017 nur 5,5 Personen – ein Rückgang um über 95 %. Das Statistische Bundesamt vermutet zahlreiche Gründe für diese Entwicklung aus und nannte unter anderem die Einführung der Höchstgeschwindigkeit von 100 km/h auf Landstraßen, die Festlegung einer Helm-, Gurt- sowie Kindersitzpflicht sowie die Senkung der Höchstgrenzen für den Blutalkoholkonzentrationswert. Auch die Fahrzeugtechnik habe sich verbessert. Straßenbauliche Maßnahmen, die Einrichtung von Fußgängerzonen und die Weiterentwicklung der medizinischen Erstversorgung wurden ebenfalls als Gründe genannt.

Die volkswirtschaftlichen Kosten von Verkehrsunfällen beliefen sich für das Jahr 2008 auf etwa 31 Milliarden Euro, 2004 waren es 30,9 Milliarden Euro und 2003 32,2 Milliarden Euro. Im Jahr 2004 lagen die Personenschäden mit 15,2 Milliarden Euro erstmals unter den Sachschäden (15,7 Milliarden Euro). Nach Ansicht der Automobilindustrie sei dieser Trend zu einem guten Teil auf die Weiterentwicklung von Sicherheitstechnologien wie ABS, Airbag und ESP (elektronisches Stabilitätsprogramm) zurückzuführen. Der volkswirtschaftliche Schaden eines Unfalltoten betrug laut EU-Berechnungen etwa eine Million Euro.

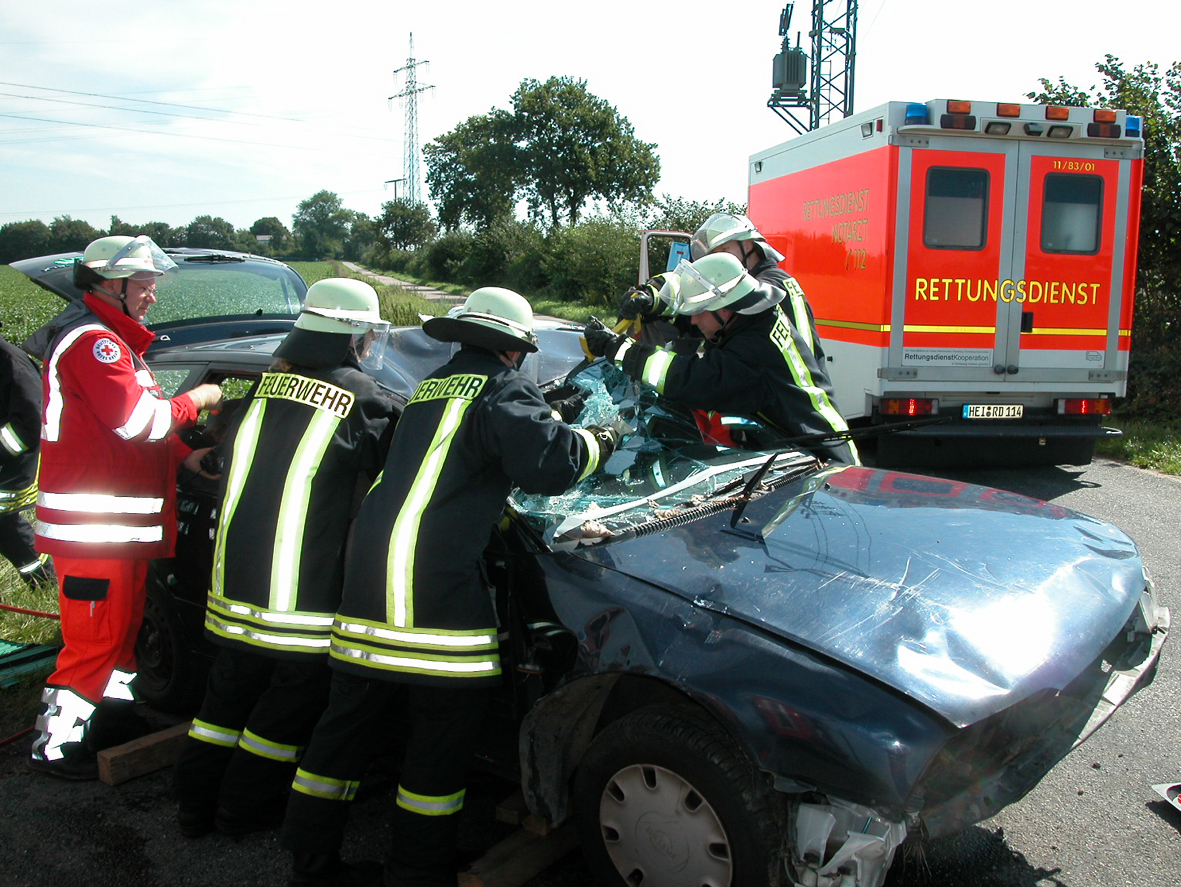
Bergung nach einem Unfall durch Rettungsdienst und Feuerwehr (2006)

Einige Institutionen betreiben Unfallforschung. Sie untersuchen Verkehrsunfälle, um typische Ursachen und deren spezifische Folgen zu ermitteln.

### Unfallstatistik Österreich
Laut Statistik Austria ereigneten sich im Jahr 2006 mit rund 40.000 Straßenverkehrsunfällen mit Personenschaden um 2,5 % weniger Unfälle als im Jahr 2005. Die Zahl der verletzten Personen verringerte sich um 2,4 % auf rund 52.000. 730 Verkehrsteilnehmerinnen und Verkehrsteilnehmer verunglückten im Jahr 2006 auf Österreichs Straßen tödlich, das sind um 38 weniger als im Jahr 2005. Damit wurde das niedrigste Ergebnis seit Beginn der bundesweit einheitlich geführten Verkehrsunfallstatistik im Jahr 1961 erzielt.
Bei 2579 Straßenverkehrsunfällen war nachweislich Alkohol eine Mitursache. Dabei wurden 3565 Personen verletzt. Die Zahl der Alkoholunfälle und jene der dabei verletzten Personen sanken demnach gegenüber 2005 stärker als die jeweiligen Gesamtzahlen. Mit 56 Todesopfern bei Alkoholunfällen – eines weniger als im Jahr 2005 – erhöhte sich der Anteil an der Gesamtzahl der Verkehrstoten auf 7,7 %.
Im Jahr 2006 verunglückten rund 16.000 Personen im Alter von 15 bis 24 Jahren im Straßenverkehr. Das sind, verglichen mit 2005, um 2 % weniger. Die Zahl der Getöteten (164) sank um 13 %. Verkehrsunfälle sind die häufigste Todesursache für junge Menschen: 15- bis 24-Jährige stellen 31 % aller Verletzten bzw. 22 % aller im Straßenverkehr Getöteten, aber nur 12 % der Bevölkerung.
Die Zahl der verletzten Kinder unter 15 Jahren war seit 1961 noch nie so niedrig. 23 Kinder wurden im Straßenverkehr getötet. Nahezu die Hälfte der verunglückten Kinder war Mitfahrer in einem Pkw (rd. 1500, 42 %). Die Quote gesicherter Kinder steigt kontinuierlich: 2006 war jedes 12. in einem Pkw verunglückte Kind zum Zeitpunkt des Unfalles ungesichert – im Jahr davor noch jedes 10. Kind.

### Unfallstatistik Europäische Union
Die Erhöhung der Sicherheit im Straßenverkehr ist auch ein Ziel der Europäischen Union. In dem „Weißbuch Verkehr“ aus dem Jahr 2001 hatte die EU-Kommission das Ziel vorgegeben, die Zahl der Getöteten im Straßenverkehr bis 2010 zu halbieren. Im Jahr 2010 kamen in den Mitgliedsländern der EU 30.700 Menschen im Straßenverkehr ums Leben. Bezogen auf die Einwohner aller Länder der EU waren dies durchschnittlich 61 Personen je eine Million Einwohner. In Deutschland waren es 45 Personen je eine Million Einwohner. Damit liegt Deutschland innerhalb der EU auf Platz fünf, hinter Schweden (28), Großbritannien, den Niederlanden und Malta. Wesentlich größer war das Risiko in den östlichen Mitgliedstaaten der EU. Am größten war es in Griechenland (112) und in Rumänien (111). Im Jahr 2001, dem Basisjahr des EU-Ziels, betrug die Zahl der im Straßenverkehr Getöteten in den 27 Ländern der heutigen EU 54.300. Um die angestrebte Halbierung zu erreichen, hätte die Zahl der Getöteten im Jahr 2010 auf rund 27.000 sinken müssen. Der Rückgang lag jedoch mit 44 % und 30.700 Getöteten unter diesem Ziel. Auch Deutschland verfehlte dieses Ziel um 2 %. In neun Ländern, neben fünf osteuropäischen Ländern auch in Frankreich, Luxemburg, Schweden und Spanien, ist es gelungen, die Zahl der im Straßenverkehr Getöteten um die Hälfte oder mehr zu reduzieren. Im Jahr 2013 ist die EU-weite Zahl von Verkehrstoten auf 26.009 gesunken, im Jahr 2014 auf 25.845 Opfer. Gemäß den neueren Zielen der EU, die Zahl der Verkehrsopfer von 2010 bis 2020 um 50 % zu senken, hätte statt der erreichten 0,6 % jedoch ein Rückgang von 6,7 % erfolgen müssen. Um das Ziel dennoch zu erreichen, müsste in den nächsten Jahren ein jährlicher Rückgang von durchschnittlich 8 % erreicht werden.

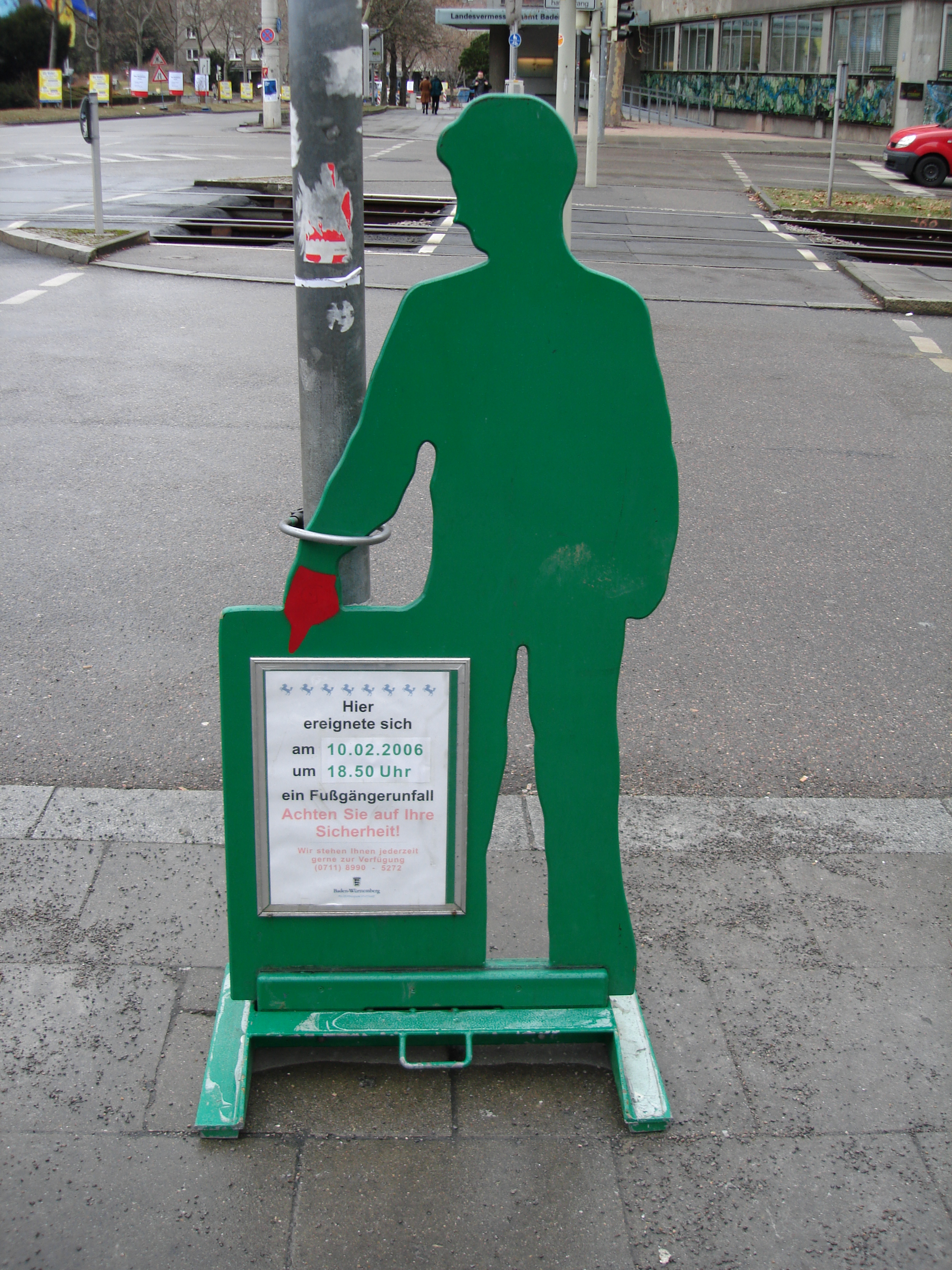
Warnschild nach Fußgängerunfall, Stuttgart (2006)

## Ansprüche von Verkehrsunfallgeschädigten

### Deutschland
Ansprüche nach einem Verkehrsunfall bestehen nach deutschem Recht vorrangig nach § 7 StVG gegen den Halter und nach § 18 StVG gegen den Fahrer des Kraftfahrzeugs. Der Anspruch auf Schadensersatz richtet sich nach § 115 Abs. 1 Nr. 1 VVG in der Regel auch unmittelbar gegen die Kraftfahrzeughaftpflichtversicherung des Schädigers.
Sind an dem Unfall zwei Kraftfahrzeuge beteiligt, wird nach § 17 StVG eine Haftungsquote gebildet. Diese hängt von den jeweiligen Verursachungsbeiträgen der Unfallbeteiligten ab. Unabhängig davon ist aber die einfache Betriebsgefahr eines Kraftfahrzeuges zu berücksichtigen, was in der Regel zu einer Mithaftung von 20 Prozent führt, außer die Betriebsgefahr tritt bei einem schwerwiegenden Verkehrsverstoß ganz zurück, was zu einer Haftung von 100 Prozent führt.
Dem Geschädigten steht es frei, den Schaden fiktiv abzurechnen, da er mit dem Schadensbetrag verfahren darf, wie er will. Ohne Einreichen einer Reparaturrechnung erhält der Geschädigte jedoch nur den fiktiven Schadensbetrag abzüglich der Umsatzsteuer nach § 249 Abs. 2 Satz 2 BGB. Im Rahmen der Schadensabrechnung kann man als Geschädigter eines Verkehrsunfalls die Kosten eines selbst frei ausgewählten Sachverständigen verlangen, der den Verkehrsunfallschaden begutachtet hat. Der Geschädigte hat zudem jederzeit das Recht, nach einem Verkehrsunfall einen Rechtsanwalt zu beauftragen. Sollten bei einem Verkehrsunfall Personen verletzt worden sein, so stehen den solchermaßen Geschädigten beispielsweise Ansprüche auf Ersatz der Heilbehandlungskosten, ein angemessenes Schmerzensgeld und Ersatz des Verdienstausfalles zu. Ebenso besteht Anspruch auf Schadensersatz über den eigentlichen Kfz-Schaden hinaus auch auf weitere hierbei beschädigte oder zerstörte Gegenstände.

### Österreich
Typische Ansprüche nach einem Verkehrsunfall sind nach österreichischer Rechtslage: Schadenersatz (z. B. Schäden am Kfz, Inhalt, Kleidung), Schmerzensgeld, Trauerschmerzensgeld und Schockschaden (bei Unfalltod), Verdienstentgang, Heilungskosten oder Verunstaltungsentschädigung.

### Vereinigtes Königreich
Nach der Entscheidung des englischen Court of Appeal im Fall Nettleship v Weston wird der Ersatzanspruch eines geschädigten Beifahrers pauschal um 20 % gekürzt, wenn er zu einem Fahrer ins Auto steigt, der seine Sorgfaltspflicht ersichtlich nicht voll erfüllen kann, beispielsweise weil er unerfahren ist und aufgrund dieser Unerfahrenheit einen Schaden erleidet. Dasselbe gilt für Beifahrer, die nicht den Sicherheitsgurt anlegen oder bei einem Betrunkenen mitfahren.